# 7076 Divnýjanko
7076 Divnýjanko è un asteroide della fascia principale. Scoperto nel 1980, presenta un'orbita caratterizzata da un semiasse maggiore pari a 3,156269 UA e da un'eccentricità di 0,206704, inclinata di 2,677716° rispetto all'eclittica. Ha un diametro di 13,227 km.